# Tabanus latifascies
Tabanus latifascies är en tvåvingeart som beskrevs av Schuurmans Stekhoven 1926. Tabanus latifascies ingår i släktet Tabanus och familjen bromsar. Inga underarter finns listade i Catalogue of Life.